# 노보소콜니키

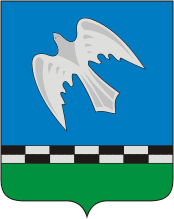
시 문장

노보소콜니키(러시아어: Новосоко́льники)는 러시아 프스코프주 남부에 위치한 도시로, 인구는 9,757명(2002년 기준)이다. 프스코프(프스코프 주의 주도)에서 남동쪽으로 287km 정도 떨어진 곳에 위치한다.
모스크바와 리가, 상트페테르부르크와 키예프 사이를 연결하는 철도가 지나간다. 1901년 철도가 건설되면서 신설되었고 1925년 시로 승격되었다.